# 조지 맥거번
조지 스탠리 맥거번(George Stanley McGovern, 1922년 7월 19일 ~ 2012년 10월 21일)은 미국의 민주당 정치인으로 10년간 세월 동안 미국 상원에서 자유주의 가치들을 대표하였고, 베트남 전쟁에 자신의 반대로 넓게 알려졌다. 민주당 소속 후보로 1972년 미국 대통령 선거에 출마했으나 리처드 닉슨 대통령에게 압도적으로 패했다.

## 어린 시절

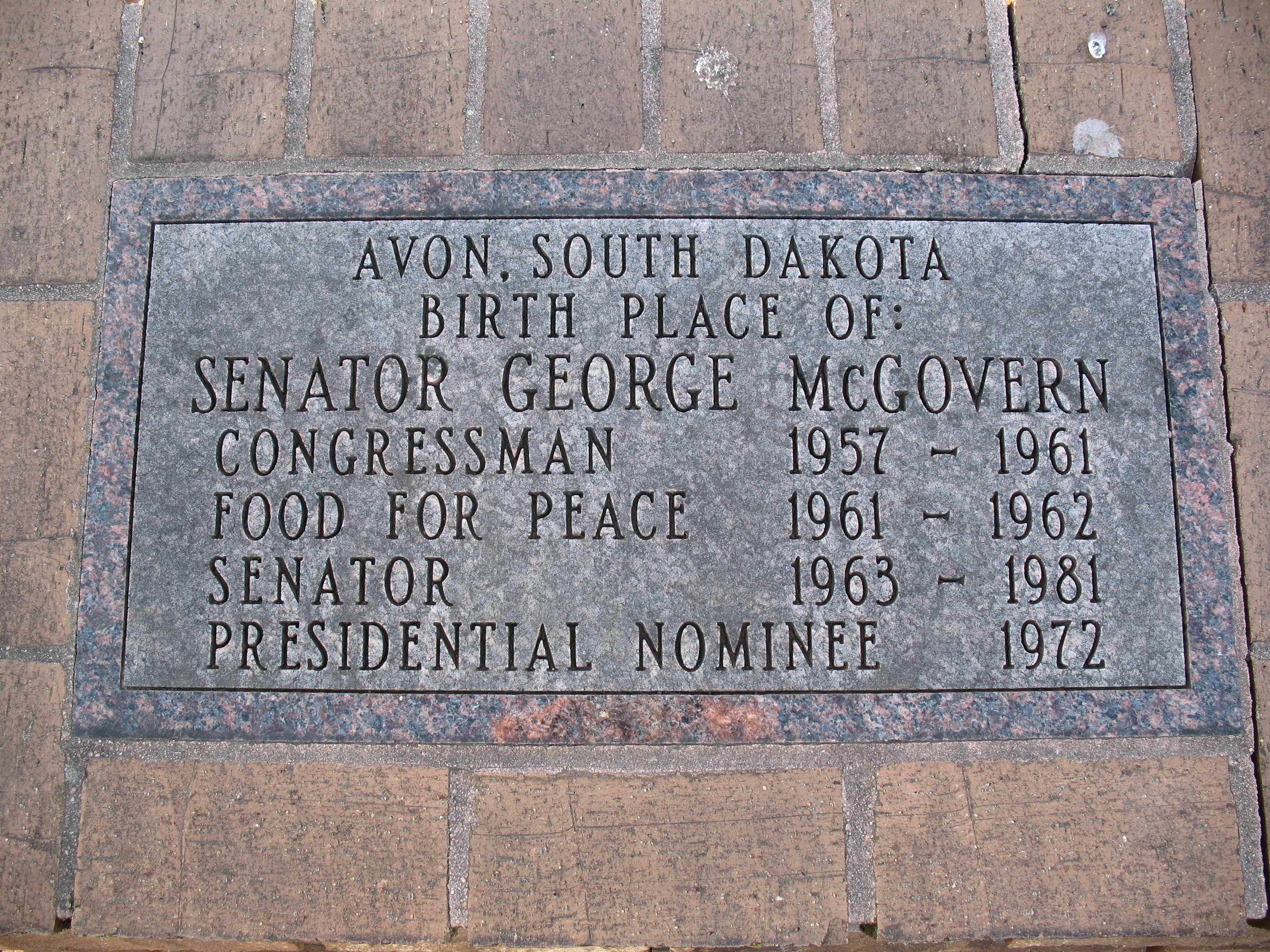
맥거번의 탄생지를 표시한 기념석

사우스다코타주 에이번에서 태어났다. 그의 부친은 감리교 목사였고 가족은 당시의 전형적인 소도시 가치 - 열심히 일하고, 자기 훈련과 알콜, 춤, 흡연과 다른 인기있는 전환들로 부착하였다.
소년으로서 맥거번은 좋은 학생이었고 다코타 웨즐리언 대학교에서 수학하는 데 장학금을 받았다. 제2차 세계 대전으로 미국의 참전과 함께 맥거번은 입대하여 조종사가 되었다.

## 군사 복무와 교육
맥거번은 유럽에서 전투 복무를 보아 B-24 중폭격기를 조종하였다. 그는 자신의 군사 경험들에서 즐기지 않았어도 용맹하게 장식되어 미국인으로서 자신의 임무를 단순하게 숙고하였다. 전쟁에 이어 그는 자신의 대학 전공들을 다시 시작하여 종교적 문제들에 자신의 깊은 흥미는 물론 역사에 전념하였다.
그는 노스웨스턴 대학교에서 미국사를 전공하러 가 결국적으로 철학 박사 학위를 받았다. 그의 학술논문은 콜로라도주에서 탄광 파업들과 1914년의 "루드로 학살"을 수학하였다.
노스웨스턴 대학교에서 자신의 세월 동안 맥거번은 정치적으로 활동하게 되어 사회적 변화를 달성하는 데 발휘하는 수단으로서 민주당을 보기 시작하였다. 1953년 맥거번은 사우스다코타주 민주당의 사무 총장이 되었다. 그는 조직 재건의 활기찬 과정을 시작하여 주를 통하여 광범위하게 여행을 하였다.

## 초기 정치 경력

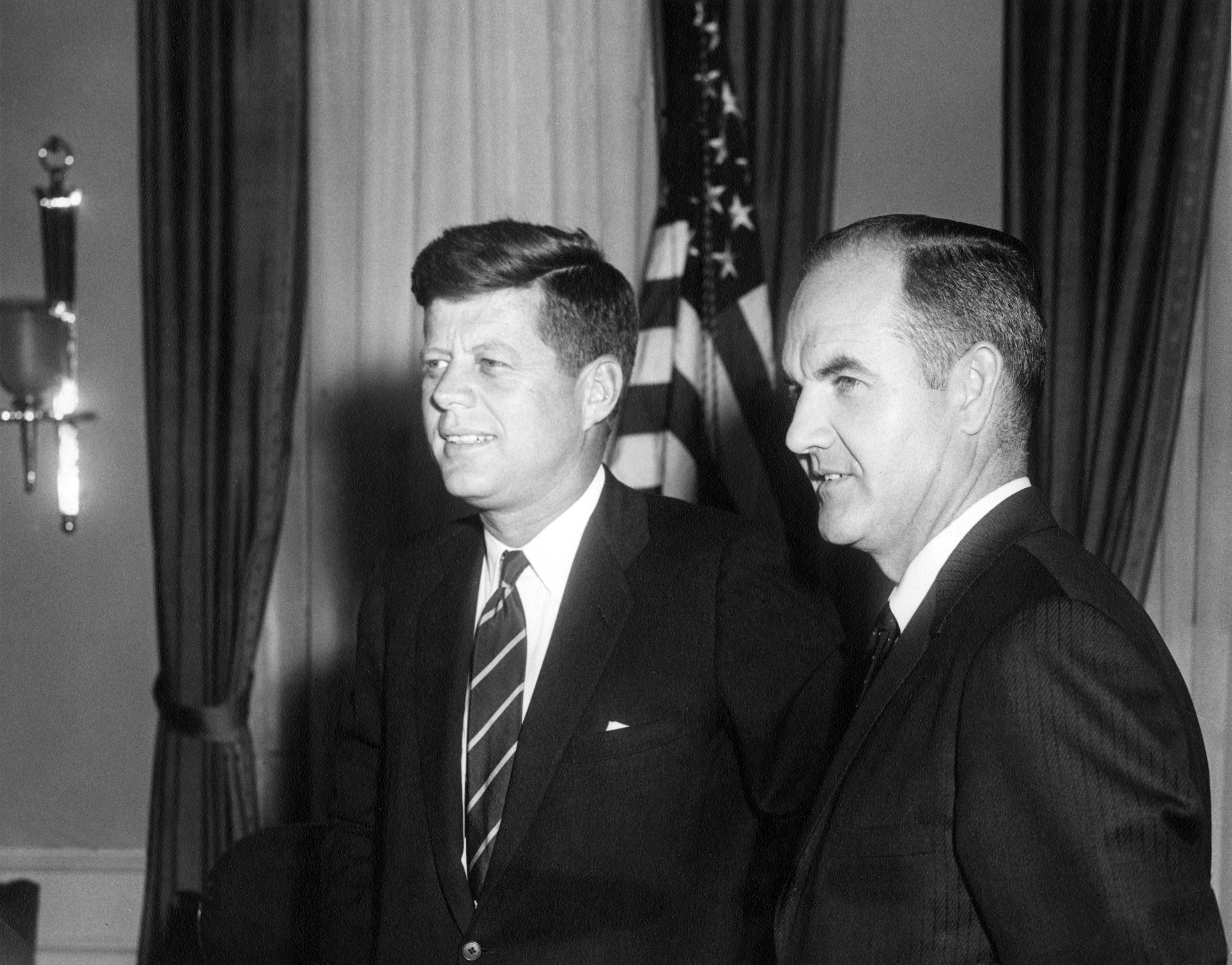
평화를 위한 식량 프로그램의 국장 시절 케네디 대통령과 함께 (1961년)

1956년 맥거번은 자신이 직접 사무직을 위하여 나갔다. 그는 미국 하원으로 선출되었고 2년 후에 재선되었다. 미국 국회의사당에 그는 일반적으로 자유주의 의사일정을 성원하였고 상원 존 F. 케네디와 그의 동생 로버트 케네디를 포함하여 어떤 중요한 우정들을 설립하였다.
맥거번은 1960년 상원을 위하여 나갔는 데 패하였다. 그의 정치 경력은 일찍 끝난 것으로 보였으나 그는 평화를 위한 식량 프로그램의 국장으로서 직업을 위하여 새로운 케네디 행정부에 의하여 도청을 당하였다. 맥거번의 개인적 신념에 따라 아주 많이 있던 프로그램은 세계를 통하여 기근과 식량 부족을 싸우는 데 추구하였다.
2년 동안 평화를 위한 식량 프로그램을 운영한 후, 맥거번은 1962년 다시 상원을 위하여 나갔고 1963년 1월 자신의 의석을 차지하였다.

## 베트남에 관여를 반대하며
동남아시아에서 미국이 그 관여를 늘이면서 맥거번은 회의론을 표현하였다. 그는 베트남에서 충돌은 미국이 직접 관여해서는 안 될 것에 본질적으로 내란이었다고 느꼈으며 미군들이 성원하고 있던 남베트남 정부는 절망적으로 부패하였다고 믿었다.
1963년 후순에 맥거번은 공개적으로 자신의 견해를 표현하였다. 1965년 1월 맥거번은 자신이 베트남에서 미군들이 군사 승리에 도달할 수 있었다는 것을 믿지 않았다고 말한 것에서 상원에 연설하면서 관심을 끌었다. 그는 북베트남과 정치적 해결을 요구하였다.
맥거번의 지위는 특히 자신의 당 소속의 대통령 린든 B. 존슨에게 반대에 자신을 놓으면서 논쟁적이었다. 하지만 몇몇의 다른 민주당 상원들이 미국의 정책에 관하여 불안을 표현하면서 전쟁에 그의 반대는 독특하지 않았다.
전쟁에 반대가 늘어나면서 맥거번의 자세는 다수의 미국인들, 특히 젊은이들에게 그를 인기있게 만들었다. 전쟁의 반대자들이 1968년 민주당 예비 선거들에서 존슨에 대항하는 데 나가는 후보를 추구하였을 때 맥거번이 노골적인 선택이었다.
1968년에 성원을 위하여 재선을 위하여 나가는 데 계획한 맥거번은 그해 이른 실행에 들어가지 않도록 선택하였다. 하지만 그해 6월 로버트 케네디 상원의 암살 사건 이후, 맥거번은 시카고에서 열린 민주당 전당 대회에 들어가는 시도를 하였다. 휴버트 호레이쇼 험프리가 지명 후보가 되어 1968년 미국 대통령 선거에서 공화당의 리처드 닉슨에게 패하였다.
1968년의 가을에 맥거번은 상원으로 쉽게 재선되었다. 대통령을 위하여 나가는 데 생각한 그는 자신의 이전의 결성하는 실력들을 이용하기 시작하여 전국을 다니고, 공공 광장들에서 열설하고 베트남에서 전쟁에 종말을 주장하였다.

## 1972년 미국 대통령 선거 운동

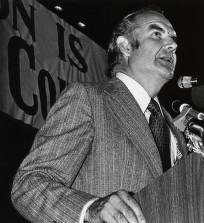
휴스턴에서 1972년 대선 운동을 벌이는 맥거번

1971년 후순 경에 다가오는 선거에서 닉슨 대통령에게 민주당 도전자들은 험프리, 메인주 상원 에드먼드 머스키와 맥거번으로 보였다. 일찍이 정치 리포터들은 맥거번에게 많은 기회를 주지 않았으나 그는 초기 예비 선거들에서 놀라운 힘을 보였다.
1972년의 첫 경연에서 뉴햄프셔주 예비 선거에 맥거번은 머스키에 밀려 강한 2위를 하였다. 그는 그러고나서 대학생들 중에 자신의 강한 성원이 자신의 선거 운동을 자랑한 주들 - 위스콘신주와 매사추세츠주에서 예비 선거들을 이기러 갔다.
맥거번은 그해 7월 플로리다주 마이애미비치에서 열린 민주당 전당 대회에서 첫 비밀 투표에 자신을 민주당 후보 지명을 보증하는 데 충분한 대의원을 확보하였다. 하지만 맥거번에게 도움을 준 반란군들이 의사일정을 장악했을 때 집회는 완전한 전열에 깊이 분할된 민주당을 놓은 무질서한 사건으로 빠르게 변하였다.
정치 집회를 어떻게 나가지 않는 것의 전설적인 예증에서 맥거번의 승낙 연설은 절차적 다툼으로 지연되었다. 대부분의 시청자들이 잠을 자러 간지 긴 시간 후인 새벽 3시에 후보 지명자는 결국 텔레비전 중계 방송에 나왔다.

1972년 미국 대통령 선거의 결과를 보여주는 지도. 맥거번이 매사추세츠주와 워싱턴 D. C.의 선거 인단 만을 가져간 것을 보이고 있다.

집회가 있던 곧 후에 주요 위기들이 맥거번의 선거 운동에 타격을 주었다. 약간 알려진 미주리주의 상원으로 그의 러닝메이트 토머스 이글턴은 자신의 과거에 정신 질환을 겪은 것으로 밝혀졌다. 이글턴은 전기 충격 요법을 받았고 높은 직위를 위하여 그의 건강에 관한 국내 토론이 뉴스를 지배하였다.
처음에 이글턴 옆에 서있던 맥거번은 자신이 그를 "1,000 퍼센트" 성원하였다고 말하였다. 그러나 맥거번은 곧 공천 후보에 이글턴을 대체하는 데 결정하였고, 우유부단하게 보이기 위해 꿰어졌다. 새로운 러닝메이트를 위한 곤란한 검색이 있던 후에 몇몇의 현저한 민주당원들이 직위를 거절하면서 맥거번은 미국 평화 봉사단의 지도자를 지낸 케네디 대통령의 처남 사전트 슈라이버를 임명하였다.
재선을 위하여 나간 닉슨은 뚜렷한 장점들을 가졌다. 그해 6월 민주당 본부에 침입에 의하여 워터게이트 사건이 시작되었으나 사건의 정도는 대중에게 아직 알려지지 않았다. 닉슨은 1968년의 격동의 해에 선출되었고 아직도 나누어진 국가는 그의 첫 기간 동안 진정된 것 같이 보였다.
11월 선거에서 맥거번은 당황하였다. 닉슨은 역사적인 압도적 승리를 거두어 일반 투표의 60 퍼센트를 매겼다. 선거 인단에서 득점은 잔인했으며 닉슨을 위한 520 표에 맥거번의 17 표는 매사추세츠와 컬럼비아 특별구의 선출 투표들에 의한 것만을 대표하였다.

## 이후의 경력
1972년 패주 후에 맥거번은 상원에 자신의 의석으로 복귀하였다. 그는 자유주의 직위들을 위하여 지속적으로 웅변적이고 변덕스러운 옹호자였다. 10년의 세월들 동안 민주당의 당수들은 1972년 대선 운동과 선거를 두고 논쟁하였다. 그 일은 맥거번의 선거 운동으로부터 민주당원들 중에서 그와 거리를 두는 표준이 되었다.
맥거번은 자신이 재선을 위한 입찰을 패했던 1980년까지 상원을 지냈다. 그는 퇴직에 활동적으로 남아 자신이 중요한 것으로 믿은 문제들에 쓰고 연설하였다. 1994년 맥거번과 아내 엘리노어 여사는 알콜중독으로부터 고통을 겪던 딸 테리가 자신의 자동차에서 얼어 죽었던 비극적인 사건을 감내해야 했다
자신의 큰 슬픔을 극복하는 데 맥거번은 〈테리:알콜중독과 함께 분투한 나의 딸의 인생과 사망〉이라는 책을 저서하였다. 그는 그러고나서 알콜과 마약 중독에 옹호자가 되어 연설하였다.
빌 클린턴 대통령은 맥거번을 식량 농업 기구의 미국 대사로 임명하였다. 케네디 행정부에서 자신의 업무의 30년 후에 그는 식량과 기아 문제들에 다시 옹호하였다.
맥거번과 그의 부인은 사우스다코타주로 돌아왔다. 부인은 2007년에 사망하였다. 퇴직에서 활동으로 남아있던 맥거번은 자신의 88세 생일에 스카이 다이빙을 하러 갔다. 2012년 10월 21일 수폴스에서 90세의 나이로 사망하였다.

## 역대 선거 결과
| 선거명      | 직책명                            | 대수 | 정당   | 득표율 | 득표수 (선거인단)   | 결과 | 당락                         |
| ----------- | --------------------------------- | ---- | ------ | ------ | ------------------- | ---- | ---------------------------- |
| 1956년 선거 | 하원의원 (사우스다코타 제1선거구) | 85대 | 민주당 | 52.40% | 116,516표           | 1위  | 사우스다코타주 하원의원 당선 |
| 1958년 선거 | 하원의원 (사우스다코타 제1선거구) | 86대 | 민주당 | 53.44% | 107,202표           | 1위  | 사우스다코타주 하원의원 당선 |
| 1960년 선거 | 상원의원 (사우스다코타 제2부)     | 87대 | 민주당 | 47.56% | 145,261표           | 2위  | 낙선                         |
| 1962년 선거 | 상원의원 (사우스다코타 제3부)     | 88대 | 민주당 | 50.12% | 127,458표           | 1위  | 사우스다코타주 상원의원 당선 |
| 1968년 선거 | 상원의원 (사우스다코타 제3부)     | 91대 | 민주당 | 56.79% | 158,961표           | 1위  | 사우스다코타주 상원의원 당선 |
| 1972년 선거 | 미국의 대통령                     | 37대 | 민주당 | 37.47% | 29,084,726표 (17명) | 2위  | 낙선                         |
| 1974년 선거 | 상원의원 (사우스다코타 제3부)     | 94대 | 민주당 | 53.04% | 147,929표           | 1위  | 사우스다코타주 상원의원 당선 |
| 1980년 선거 | 상원의원 (사우스다코타 제3부)     | 97대 | 민주당 | 39.40% | 129,018표           | 2위  | 낙선                         |